# Воробьёвское сельское поселение (Воронежская область)
Воробьёвское се́льское поселе́ние — муниципальное образование в Воробьёвском районе Воронежской области Российской Федерации.
Административный центр — село Воробьёвка.

## История
Законом Воронежской области от 2 марта 2015 года № 18-ОЗ, Воробьёвское, Руднянское и Лещановское сельские поселения объединены во вновь образованное муниципальное образование — Воробьёвское сельское поселение с административным центром в селе Воробьёвка.

## Население
| 2010  | 2012  | 2013  | 2014  | 2015  | 2016  | 2017  |
| ----- | ----- | ----- | ----- | ----- | ----- | ----- |
| 4103  | ↘3984 | ↘3929 | ↘3905 | ↘3827 | ↗6415 | ↘6290 |
| 2018  | 2021  |       |       |       |       |       |
| ↘6245 | ↗6308 |       |       |       |       |       |

## Состав сельского поселения
| № | Населённый пункт | Тип населённого пункта       | Население |
| - | ---------------- | ---------------------------- | --------- |
| 1 | Воробьёвка       | село, административный центр | ↘3662     |
| 2 | Лещаное          | село                         | ↘1062     |
| 3 | Новотолучеево    | село                         | ↘823      |
| 4 | Рудня            | село                         | ↘1114     |